# Drosera pygmaea
Drosera pygmaea ist eine fleischfressende Pflanze aus der Gattung der Sonnentaue (Drosera). Die Erstbeschreibung erfolgte 1824 durch Augustin Pyramus de Candolle.

## Beschreibung
Drosera pygmaea ist eine mehrjährige, krautige Pflanze. Diese bildet eine basale, kompakte, rosettenförmige Knospe aus Blättern mit einem Durchmesser von etwa 2 cm. Die Sprossachse ist kurz und nur mit wenigen oder keinen welken Blättern der Vorsaison bedeckt.
Die Knospe der Nebenblätter ist eiförmig, zottig, 3,5 mm lang und 3 mm im Durchmesser an der Basis. Die Nebenblätter selbst sind 3 mm lang, 1,7 mm breit, 0,6 mm breit an der Basis und dreilappig. Der mittlere Lappen ist in 3 spitze Segmente geteilt. Die Ränder der seitlichen Lappen sind ganzrandig und an der Spitze in 2 spitze Segmente geteilt. Die äußeren Lappen sind genau so lang wie der Mittellappen.
Die Blattspreiten sind kreisrund, sehr tief eingedellt und 1,5 mm im Durchmesser. Die längeren Tentakeldrüsen befinden sich am Rand, kürzere in Inneren. Die Unterseite ist kahl. Die Blattstiele sind 6 mm lang, am Ansatz 0,3 mm lang, erweitern sich kurz nach der Basis auf 0,5 mm und verjüngen sich auf 0,2 mm an der Blattspreite. Sie sind 0,2 mm dick, teilweise halb abgeflacht rund und komplett unbehaart.
Blütezeit ist September bis Januar. Die ein bis vier Blütenstandsstiele sind bis zu 2,5 cm lang und komplett mit einigen winzigen Drüsen übersät. Jeder Blütenstandsstiel trägt eine einzelne Blüte ohne Vorblätter. Die vier eng eiförmigen Kelchblätter sind 2,7 mm lang und 1,3 mm breit. Die unteren Ränder sind ganzrandig, die Spitzen und die oberen Ränder sind unregelmäßig gesägt. Die Oberfläche ist unbehaart. Die vier Kronblätter sind weiß, verkehrt eiförmig mit einem keilförmigen Finger an der Basis, 3,3 mm lang und 2,5 mm breit. Die Spitzen und die Ränder sind ganzrandig.
Die vier Staubblätter sind 1,7 mm lang. Die Staubfäden, die Staubbeutel und die Pollen sind weiß. Der weiße Fruchtknoten ist verkehrt eiförmig, 0,7 mm lang und 0,7 mm im Durchmesser. Die vier weißen Griffel sind mit der Narbensektion 1 mm lang und leicht nach oben gebogen. Die Narben sind keulenförmig und besitzen eine pickelige Oberfläche.
Typisch für Zwergsonnentaue ist die Bildung von Brutschuppen: Die sehr breit eiförmigen, 0,15 mm dicken Brutschuppen werden gegen Ende November bis Anfang Dezember in großer Zahl gebildet und haben eine Länge von ca. 0,6 mm und eine Breite von 0,6 mm.

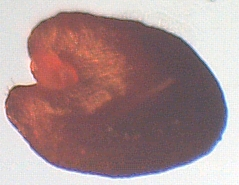
Drosera pygmaea, Brutschuppe

Verbreitung von D. pygmaea in Australien

## Verbreitung
Drosera pygmaea hat seine Hauptverbreitung an der Südostküste Australiens (vom Süden entlang an Tasmanien vorbei bis hinauf nach Queensland). Sie wächst dort auf sandigen Böden, die Sandsteinfelsen bedecken. Sie gedeiht auch an den Rändern von Sümpfen und niedrigen Senken auf torfigen Sandböden.
Bekannte Populationen finden sich in den Bundesstaaten South Australia, Queensland, New South Wales, Victoria, Tasmania. Die Pflanze ist auch vereinzelt im Südwesten (bei Albany) und in Neuseeland (Westküste der beiden Hauptinseln) zu finden. Damit ist Drosera pygmaea der einzige Zwergsonnentau, der außerhalb Australiens wächst.

## Systematik
Der Name „pygmaea“ leitet sich aus dem lateinischen pygmaeus ab und bedeutet ‚zwergartig‘. Sie ist leicht an den 4-blättrigen Blüten zu erkennen. Die Populationen an der Westküste Australiens entsprechen nicht ganz den Populationen an der Ostküste. Bisher wird jedoch nicht von einer Subspezies ausgegangen.